# مراد كاراسو
مراد كراسو هو ممثل سينمائي وتلفزيوني، ومخرج مسرحي، وكاتب مسرحي كبير، ولد في 8 مارس 1961م في مدينة أكيازي ، تخرج من قسم المسرح في معهد جامعة ميمار سنان الحكومي في عام 1985 وبدأ العمل في مسارح الدولة، عمل كممثل ومخرج في بورسا والعديد من الأماكن غيرها، شغل أيضًا منصب مدير في نادي الدولة المسرحي الرياضي وفي مؤسسة دار الأوبرا والباليه العمال TOBAV، كما عمل كاتبا مسرحيا، درس في كلية التربية في جامعة أولوداغ ، قسم المسرح الحكومي في جامعة الأناضول ، ثم في جامعة معمار سنان، قسم الفنون المسرحية، وقسم المسرح الموسيقي التابع للدولة، هو يعمل حاليًا كمدرس في جامعة حليش وجامعة يديتاب، بجانب عمله كممثل تلفزيوني وسينمائي .

## المسلسلات التي شارك فيها
- الوصال (مسلسل) 2019
- أحد المنازل
- قصص رائعة
- الأبطال
- المفوض
- الجانب الأوروبي
- غرفة الصم
- الشفق
- الذئاب العشا
- ثعبان قصة
- بابا إيفي

## الأعمال المسرحية
- سنان في السليمانية
- بيرنز
- كما تريد
- البيانو
- الخداع
- وسادة الرجل
- بين الأقدام
- عدم الارتياح
- تشريح الموت الاجتماعي
- تاجر البندقية

## الجوائز
- جائزة وزارة الثقافة التشجيعية

## المواقع الرسمية
- http://www.sinematurk.com/kisi/4256-murat-karasu/
- https://www.diziler.com/kisi/murat-karasu